# Lasunowo (sielsowiet Nowosiółki)
Lasunowo (biał. Кавалі; ros. Ковали) – obecnie część wsi Zabłocie na Białorusi, w obwodzie witebskim, w rejonie postawskim, w sielsowiecie Nowosiółki.
Dawniej używana nazwa – Łasunowo.

## Historia
W czasach zaborów dwa folwarki w granicach Imperium Rosyjskiego.
W dwudziestoleciu międzywojennym zaścianek a następnie kolonia leżała w Polsce, w województwie wileńskim, w powiecie duniłowickim (od 1926 postawskim), w gminie Mańkowicze (od 1927 gmina Hruzdowo).
Według Powszechnego Spisu Ludności z 1921 roku zamieszkiwało tu 25 osób, 15 było wyznania rzymskokatolickiego a 10 staroobrzędowego. Jednocześnie 15 mieszkańców zadeklarowało polską przynależność narodową, 1 białoruską a 9 rosyjską. Było tu 5 budynków mieszkalnych. W 1931 w 9 domach zamieszkiwało 42 osoby.
Miejscowość należała do parafii rzymskokatolickiej i prawosławnej w Hruzdowie. Podlegała pod Sąd Grodzki w Postawach i Okręgowy w Wilnie; właściwy urząd pocztowy mieścił się w Hruzdowie.
W 1938 roku miejscowość należała do gromady Zabłocie gminy Hruzdowo.
Po agresji ZSRR na Polskę w 1939 roku wieś znalazła się w granicach BSRR. W latach 1941–1944 była pod okupacją niemiecką. Następnie leżała w BSRR. Od 1991 roku w Republice Białorusi.